# 滬尾小學校禮堂

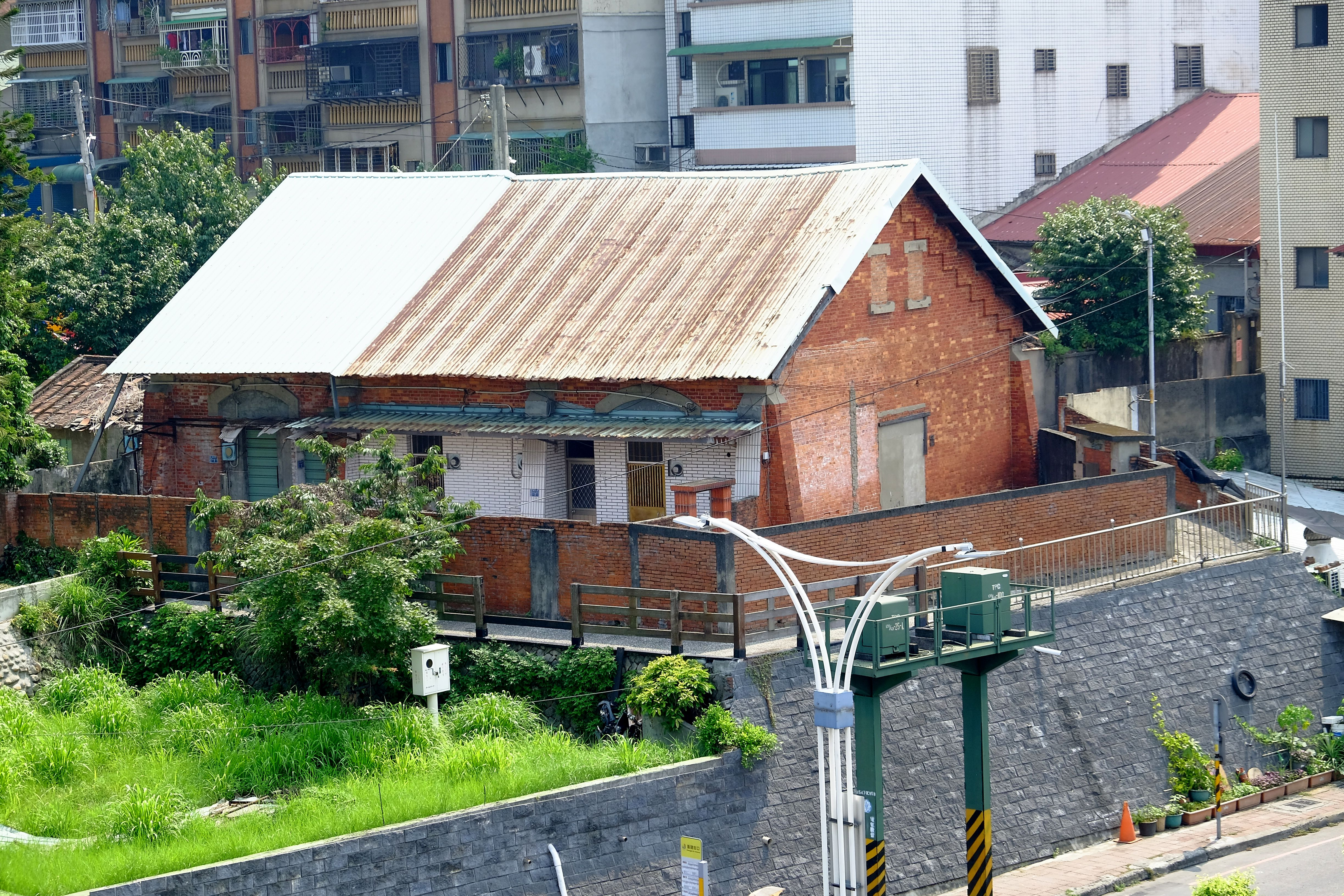
修復前的滬尾小學校禮堂（2016年）

滬尾小學校禮堂，是位於臺灣新北市淡水區的建築，現為新北市市定古蹟。

## 歷史
臺灣日治時期，日人開始在臺灣各地以中央或地方經費，開設專供日本人學童就學的小學校，其中滬尾小學校於1899年3月16日依照臺灣總督府官制告示第30號創立，座落在芝蘭三堡滬尾街。後在1905年在原址新建校舍。1912年3月因行政區域改正，公告改名為「淡水尋常高等小學校」。其中禮堂則在於1923年興建完工，最初作為「屋內體操場」使用。
1934年6月，淡水尋常高等小學校遷往埔頂地區的新校區，原校址則作為淡水地區的幼稚園使用，第二次世界大戰結束後，校區後為淡水鎮公所接收作為公務員及清潔隊退休單身員工宿舍使用。其原有的校舍拆除興建為民宅，最終僅有禮堂保存。
2006年8月11日，歸因在淡水教育歷史上具有特殊定位，臺北縣政府（現新北市政府）將滬尾小學校禮堂其指定為市定古蹟，由於建築長期缺乏養護，導致建築物坍塌損毀，對於建築的修復再利用計畫則在2011年審查通過，並在2021年進行修復工程，2023年完工。

## 建築設計
滬尾小學校禮堂為典型西方古典樣式建築，建在小山坡上，最初作為學校集會場所、地方集會、講習、勞軍等活動場所使用，其結構採用磚造與西式大跨距桁架木樑結構融合興建，主體建築長約14.5公尺、寬約11公尺。屋頂構造形式為切妻造（雙斜式）原有屋頂及屋瓦原已經缺失不復存在，後則在修復工程後重建，四周的結構壁體皆是以紅磚拱圓門作成開口設計。
目前周圍建築群仍保存部分磚造、混凝土圍牆、磚造門與鐵門等構造物。北向立面在戰後層增建一棟磚造建築相連，約為長5.4公尺、寬5.2公尺。

## 外部連結
- 滬尾小學校禮堂-文化部iCulture （页面存档备份，存于）